# هيبوكلوريت البوتاسيوم
هيبوكلوريت البوتاسيوم (أو تحت كلوريت البوتاسيوم) هو مركب كيميائي صيغته KClO، وهو ملح البوتاسيوم لحمض الهيبوكلوروز (ملح هيبوكلوريت). ويمكن الحصول عليه فقط على شكل محلول.

## التحضير
يحضر المركب بشكل مشابه لمركب هيبوكلوريت الصوديوم وفق الطريقة التقليدية التي وصفها كلود لوي برتوليه سنة 1789. كما يمكن أن تتم عملية التحضير من تمرير غاز الكلور في محلول البوتاس الكاوي:
{\displaystyle \mathrm {2\ KOH+Cl_{2}\rightarrow KClO+KCl+H_{2}O} }
كما يمكن الحصول عليه من التحليل الكهربائي لمحلول كلوريد البوتاسيوم.

## الخواص
لا يمكن الحصول على المركب إلا في المحاليل المائية، حيث يكتسب لوناً أصفراً مخضراً (بسبب غاز الكلور) فيها. لمحاليل هيبوكلوريت البوتاسيوم صفة قلوية واضحة، كما أن له خواص مؤكسدة

## الاستخدامات
يدخل هيبوكلوريت البوتاسيوم في تركيب المطهرات المنزلية.